# Національні парламенти Європейського Союзу

Однопалатна система
Двопалатна система

Націона́льні парла́менти Європе́йського Сою́зу — законодавчі органи держав-членів ЄС. Вони мають певний інституційний вплив, який був розширений Лісабонською угодою.

## Співвіднносини
Після створення Європейського парламенту депутати національних парламентів були призначенні Євродепутатами. 1979 року відбулись перші прямі вибори, на яких був обраний Європарламент.
У 1989 році депутати від національних парламентів і Європейського парламенту створили Конференцію європейських комітетів у справах громад (COSAC) для підтримки контакту між національними парламентами і депутати Європарламенту. COSAC проводить зустрічі кожні шість місяців і розглядає пропозиції щодо поліпшення європейського законодавства, пов'язані з Європейським комісаром свободи, безпеки та юстиції.

## Роль і повноваження
Маастрихтський договір 1993 року розширив компетенцію ЄС у галузі поліції та судової співпраці і підкреслив важливість обміну інформацією між Європейським парламентом і національними парламентами ЄС.
Лісабонський договір розширив роль національних парламентів. Він надає національним парламентам право на отримання інформації та моніторинг з можливістю для національного парламенту накласти вето на пропозицію Європарламенту (у тому числі заблокувати зміну системи голосування).
Завданням національних парламентів є дотримання принципу субсидіарності. Принцип субсидіарності полягає в тому, що, якщо інституція ЄС не має виняткових повноважень на прийняття рішення, рішення буде прийматися тільки на загальноєвропейському рівні. Якщо національний парламент вважає, що цей принцип був порушений, то це тягне наступну процедуру: якщо одна третина національних парламентів згодна, що пропозиція порушує принцип, то Європейська комісія повинна відкликати, змінити або підтримувати його.

## Оборонна політика
Після інтерґрації Західноєвропейського союзу в ЄС у рамках Політики безпеки Європейський парламент дістав широкі повноваження у сфері оборони. Та проте, асамблея Західноєвропейського союзу була збережена на рівні забезпечення спільних військових операцій. Однак 2010 року ЗЄС припинив свою діяльність.

## Національні парламенти
| Країна          | Парламентська система | Назва палат парламенту | Назва палат парламенту                                                                                 |
| Країна          | Парламентська система | Нижня палата | Верхня палата                                                                                          |
| --------------- | --------------------- | --- | --- |
| Австрія         | Двопалатний           | Федеральні збори Австрії (Bundesversammlung)                                                                              | Федеральні збори Австрії (Bundesversammlung)                                                           |
| Австрія         | Двопалатний           | Національрат (Nationalrat) (183)                                                                                          | Федеральна рада Австрії (Bundesrat) (62)                                                               |
| Бельгія         | Двопалатний[I]        | Федеральний парламент Бельгії (Federaal Parlement / Parlement Fédéral / Föderales Parlament)                              | Федеральний парламент Бельгії (Federaal Parlement / Parlement Fédéral / Föderales Parlament)           |
| Бельгія         | Двопалатний[I]        | Палата представників (Бельгія) (Kamer van Volksvertegenwoordigers / Chambre des Représentants / Abgeordnetenkammer) (150) | Сенат (Senaat / Sénat / Senat) (71)[II]                                                                |
| Болгарія        | Однопалатний          | Народні збори Болгарії (Народно събрание) (240)                                                                           | Народні збори Болгарії (Народно събрание) (240)                                                        |
| Хорватія        | Однопалатний          | Сабор (Hrvatski Sabor) (151)                                                                                              | Сабор (Hrvatski Sabor) (151)                                                                           |
| Кіпр            | Однопалатний          | Парламент Республіки Кіпр (Βουλή των Αντιπροσώπων / Temsilciler Meclisi' (59)                                             | Парламент Республіки Кіпр (Βουλή των Αντιπροσώπων / Temsilciler Meclisi' (59)                          |
| Чехія           | Двопалатний           | Парламент Чеської Республіки (Parlament)                                                                                  | Парламент Чеської Республіки (Parlament)                                                               |
| Чехія           | Двопалатний           | Палата депутатів Парламенту ЧР (Poslanecká sněmovna) (200)                                                                | Сенат Парламенту ЧР (81)                                                                               |
| Данія           | Однопалатний          | Фолькетінг (Folketinget) (179)                                                                                            | Фолькетінг (Folketinget) (179)                                                                         |
| Естонія         | Однопалатний          | Рійгікогу (Riigikogu) (101)                                                                                               | Рійгікогу (Riigikogu) (101)                                                                            |
| Фінляндія       | Однопалатний          | Едускунта (Eduskunta / Riksdag) (200)                                                                                     | Едускунта (Eduskunta / Riksdag) (200)                                                                  |
| Франція         | Двопалатний           | Парламент Франції (Parlement)                                                                                             | Парламент Франції (Parlement)                                                                          |
| Франція         | Двопалатний           | Національна асамблея Франції (Assemblée nationale) (577)                                                                  | Сенат Франції (Sénat) (343)[III]                                                                       |
| Німеччина       | Двопалатний           | [ 25 ] | [ 25 ]                                                                                                 |
| Німеччина       | Двопалатний           | Бундестаг (Bundestag) (622)[V]                                                                                            | Бундесрат (Bundesrat) (69)                                                                             |
| Греція          | Однопалатний          | Парламент Греції (Βουλή των Ελλήνων) (300)                                                                                | Парламент Греції (Βουλή των Ελλήνων) (300)                                                             |
| Угорщина        | Однопалатний          | Національні збори Угорщини (Országgyűlés) (386)                                                                           | Національні збори Угорщини (Országgyűlés) (386)                                                        |
| Ірландія        | Двопалатний           | Парламент Ірландії (National Parliament)[VI]                                                                              | Парламент Ірландії (National Parliament)[VI]                                                           |
| Ірландія        | Двопалатний           | Палата представників Ірландії (House of Representatives)[VI] (166)                                                        | Сенат Ірландії (Senate) [VI] (60)                                                                      |
| Італія          | Двопалатний           | Парламент Італії (Parlamento)                                                                                             | Парламент Італії (Parlamento)                                                                          |
| Італія          | Двопалатний           | Палата депутатів Італії (Camera dei Deputati) (630)                                                                       | Сенат Італії (Senato della Repubblica) (315)[VII]                                                      |
| Латвія          | Однопалатний          | Сейм Латвії (Saeima) (100)                                                                                                | Сейм Латвії (Saeima) (100)                                                                             |
| Литва           | Однопалатний          | Сейм Литовської Республіки (Saeimas) (141)                                                                                | Сейм Литовської Республіки (Saeimas) (141)                                                             |
| Люксембург      | Однопалатний          | Палата депутатів Люксембурга (Chambre des Députés / Abgeordnetenkammer / Châmber vun Députéirten) (60)                    | Палата депутатів Люксембурга (Chambre des Députés / Abgeordnetenkammer / Châmber vun Députéirten) (60) |
| Мальта          | Однопалатний          | Парламент Мальти (Kamra tad-Deputati) (69)[VIII]                                                                          | Парламент Мальти (Kamra tad-Deputati) (69)[VIII]                                                       |
| Нідерланди      | Двопалатний           | Генеральні штати (Staten-Generaal)                                                                                        | Генеральні штати (Staten-Generaal)                                                                     |
| Нідерланди      | Двопалатний           | Палата представників (Tweede Kamer) (150)                                                                                 | Сенат (Eerste Kamer) (75)                                                                              |
| Польща          | Двопалатний           | Національна асамблея Республіки Польща (Zgromadzenie Narodowe)[IX]                                                        | Національна асамблея Республіки Польща (Zgromadzenie Narodowe)[IX]                                     |
| Польща          | Двопалатний           | Сейм Республіки Польща (Sejm) (460)                                                                                       | Сенат Польської Республіки (Senat) (100)                                                               |
| Португалія      | Однопалатний          | Асамблея Республіки Португалія (Assembleia da República) (230)                                                            | Асамблея Республіки Португалія (Assembleia da República) (230)                                         |
| Румунія         | Двопалатний           | Парламент Румунії (Parlamentul)                                                                                           | Парламент Румунії (Parlamentul)                                                                        |
| Румунія         | Двопалатний           | Палата депутатів (Camera Deputaţilor) (332)                                                                               | Сенат (Senat) (137)                                                                                    |
| Словаччина      | Однопалатний          | Парламент Словаччини (Národná rada) (150)                                                                                 | Парламент Словаччини (Národná rada) (150)                                                              |
| Словенія        | Двопалатний           | Законодавчі збори Словенії (Parlament)                                                                                    | Законодавчі збори Словенії (Parlament)                                                                 |
| Словенія        | Двопалатний           | Національна асамблея (Državni zbor) (90)                                                                                  | Національні збори (Državni svet) (40)                                                                  |
| Іспанія         | Двопалатний           | Генеральні Кортеси (Cortes Generales)                                                                                     | Генеральні Кортеси (Cortes Generales)                                                                  |
| Іспанія         | Двопалатний           | Конґрес депутатів (Congreso de los Diputados) (350)                                                                       | Сенат Іспанії (Senado) (259)                                                                           |
| Швеція          | Однопалатний          | Риксдаг (Riksdagen) (349)                                                                                                 | Риксдаг (Riksdagen) (349)                                                                              |
| Велика Британія | Двопалатний[X]        | Парламент Великої Британії (British House of Commons\|House of Commons)                                                   | Парламент Великої Британії (British House of Commons\|House of Commons)                                |
| Велика Британія | Двопалатний[X]        | Палата представників (British House of Commons) (646)                                                                     | Палата лордів Великої Британії (House of Lords) (740)                                                  |

## Виноски
I↑ : Due to Belgium's Politics of Belgium|complex federal structure the Brussels Parliament|Brussels Regional Parliament (Brussels Hoofdstedelijk Parlement / Parlement de la Région de Bruxelles-Capitale) (89, regional assembly), Flemish Parliament|Flemish Parliament (Vlaams Parlement) (124, regional and community assembly), the Walloon Parliament|Walloon Parliament (Parlement wallon) (75, regional assembly), the Parliament of the French Community|Parliament of the French Community (Parlement de la Communauté française) (94, community assembly) and the Parliament of the German-speaking Community|Parliament of the German-speaking Community (Parlament der Deutschsprachigen Gemeinschaft) (25, community assembly) have competences in federal legislation that affects their interests.
II↑ : In addition to the 71 elected senators, the ruling monarch's children (or, in case there are none, her or his siblings) are also entitled to sit in the Senate after reaching the age of 18 and entitled to vote after reaching the age of 21 as senator by law|senators by law (senator van rechtswege / sénateur de droit / Senator von Rechts wegen), although they do not use the right to vote by Constitutional convention (political custom)|constitutional convention. There are currently three such senators.
III↑ : The number of Senators will gradually increase to 348 with the French Senate election, 2011|2011 Senate election to reflect changes in French demography.
IV↑ : While there is a Bundesversammlung (Germany)|Federal Assembly (Bundesversammlung) similar to the Austrian Federal Assembly of Austria|Federal Assembly, it is not simply a joint session of the Bundestag|Federal Diet and the Bundesrat of Germany|Federal Council and as such not the overall name of the legislature.
V↑ : Technically, the Federal Diet only has 598 members; the additional twenty-four seats are overhang seats resulting from the German federal election, 2009|2009 election.
VI↑ : The Irish names are used in the English-language version of the Constitution of Ireland, and generally in Hiberno-English|English-language speech and writing in Ireland. The English glosses given are the descriptions in the Constitution.
VII↑ : In addition to the 315 elected members, there are currently seven Senator for life|senators for life (senatore a vita); these include three former President of the Italian Republic|Italian presidents, who are ex officio senators for life, as well as four senators appointed by the President «for outstanding patriotic merits in the social, scientific, artistic or literary field». There can only be five appointed senators in addition to the ex officio ones at any one time.
VIII↑ : Technically, the House of Representatives only has 65 members; the additional four seats are overhang seats to ensure a majority of MPs for the party which gained the most votes in the Maltese general election, 2008|2008 election.
IX↑ : The name Zgromadzenie Narodowe is only used on the rare occasions when both houses sit together.
X↑ : In legislation which affects the British overseas territories|overseas territory of Gibraltar, its Gibraltar Parliament|Parliament (17) also has legislative competences.